# (90810) 1995 DY2
1995 دي واي 2 (ويعرف أيضًا باسم (90810) 1995 دي واي 2 وفق تسمية الكوكب الصغير) (بالإنجليزية: 1995 DY2)‏ هو كويكب ضمن حزام الكويكبات؛ وترتيبه 90810 من حيث الاكتشاف.
اكتُشف هذا الجُرم الفلكي بواسطة روبرت إتش ماكنوت في 24 فبراير 1995.

## وصلات خارجية
- (90810) 1995 DY2 في قاعدة بيانات مختبر الدفع النفاث لأجرام النظام الشمسي الصغيرة

- الاكتشاف · مخطط المدار ·  العناصر المدارية · المعلمات المادية

- (90810) 1995 DY2 على موقع ويكي سكاي: DSS2, SDSS, GALEX, IRAS, Hydrogen α, X-Ray, Astrophoto, Sky Map, Articles and images